# Exocelina atowaso
Exocelina atowaso är en skalbaggsart som först beskrevs av Shaverdo, Sagata och Michael Balke 2005.  Exocelina atowaso ingår i släktet Exocelina och familjen dykare. Inga underarter finns listade i Catalogue of Life.